# 染谷ユウ
染谷 ユウ（そめや ゆう）は、日本の漫画家、同人作家、イラストレーター。女性。「オレンジの香り」が第17回YGマンガ賞佳作を受賞。

## 作品一覧

### 漫画
- 罪と快（『ヤングガンガン』2017年8号[3] - 2020年5号、全6巻）